# 孽债 (小说)
《孽债》是上海作家叶辛於1991年創作的一部以知青為背景的小说，講述的是居住在西双版纳傣族自治州的少年來上海市尋找曾在云南省插隊的親生父母的故事。該小說於1991年至1992年期間在雜誌《小說界》中連載。1992年，小說的完整版（單行本）由江苏文艺出版社首次出版。該小說又被福建日報、北京晚報連載。1994年被翻拍成同名電視劇《孽债》。2016年該小說被翻译成英文。